# Домчев, Алексей
Алексей Домчев  (род. 2 марта 1978) — литовский шашист, специализирующийся в международных и в русских шашках, чемпион мира по международным шашкам в программе блиц 2022 года, бронзовый призёр чемпионата мира по международным шашкам в программе блиц 2023 года, бронзовый призёр командного чемпионата мира (2024) в составе сборной Литвы, многократный чемпион Литвы, победитель международного турнира «Zlata Praga» 2012, 2016 и 2018 годов, победитель международного турнира «Brunssum Open» 2022 года, четырёхкратный чемпион командного первенства Нидерландов в составе клуба «Hijken DTC», участник чемпионатов мира. Международный гроссмейстер и по международным и по русским шашкам . Шашечный тренер, арбитр, журналист, композитор. В последнее время Алексей Домчев стал играть также во фризские шашки на стоклеточной доске.
Закончил в 2002 году Вильнюсский технический университет им. Гядиминаса, магистр экологии и окружающей среды и в 2022 году Каунасский университет Витаутаса Великого, учитель физической культуры и тренер.